# Giá trị sổ sách
Trong kế toán, giá trị sổ sách là giá trị của một tài sản theo số dư tài khoản của bảng cân đối kế toán. Đối với tài sản, giá trị được dựa trên chi phí ban đầu của tài sản trừ đi mọi khấu hao, khấu hao hoặc chi phí suy giảm so với tài sản. Theo truyền thống, giá trị sổ sách của một công ty là tổng tài sản trừ đi tài sản vô hình và nợ phải trả. Tuy nhiên, trong thực tế, tùy thuộc vào nguồn tính toán, giá trị sổ sách có thể bao gồm lợi thế thương mại, tài sản vô hình hoặc cả hai. Giá trị vốn có trong lực lượng lao động của nó, một phần vốn trí tuệ của một công ty, luôn bị bỏ qua. Khi tài sản vô hình và thiện chí được loại trừ rõ ràng, số liệu thường được chỉ định là "giá trị sổ sách hữu hình".
Tại Vương quốc Anh, thuật ngữ giá trị tài sản ròng có thể đề cập đến giá trị sổ sách của một công ty.

## Giá trị sổ sách tài sản
Giá trị sổ sách ban đầu của một tài sản là giá trị tiền mặt thực tế hoặc chi phí mua lại của nó. Tài sản tiền mặt được ghi lại hoặc "đặt trước" theo giá trị tiền mặt thực tế. Các tài sản như tòa nhà, đất đai và thiết bị được định giá dựa trên chi phí mua lại của chúng, bao gồm chi phí tiền mặt thực tế của tài sản cộng với các chi phí nhất định gắn liền với việc mua tài sản, chẳng hạn như phí môi giới. Không phải tất cả các mặt hàng mua được ghi lại như tài sản; nguồn cung cấp ngẫu nhiên được ghi nhận là chi phí. Một số tài sản có thể được ghi nhận là chi phí hiện tại cho mục đích thuế. Một ví dụ về điều này là các tài sản được mua và mở rộng theo Mục 179 của mã số thuế Hoa Kỳ. 

### Tài sản khấu hao, khấu trừ dần và không thể tái sinh
Khấu hao hàng tháng hoặc hàng năm, khấu hao và không thể tái sinh được sử dụng để giảm giá trị sổ sách của tài sản theo thời gian khi chúng được "tiêu thụ" hoặc sử dụng hết trong quá trình thu được doanh thu. Các chi phí phi tiền mặt này được ghi lại trong sổ kế toán sau khi số dư dùng thử được tính toán để đảm bảo rằng các giao dịch tiền mặt đã được ghi lại một cách chính xác. Khấu hao được sử dụng để ghi lại giá trị giảm của các tòa nhà và thiết bị theo thời gian. Đất không được khấu hao. Khấu hao được sử dụng để ghi lại giá trị giảm của tài sản vô hình như bằng sáng chế. Sự cạn kiệt được sử dụng để ghi lại sự tiêu thụ tài nguyên thiên nhiên.
Khấu hao, khấu hao và không thể tái sinh được ghi nhận là chi phí đối với tài khoản contra. Tài khoản điều chỉnh giảm được sử dụng trong sổ sách kế toán để ghi lại các thay đổi định giá tài sản và trách nhiệm pháp lý. "Khấu hao lũy kế" là tài khoản chống tài sản được sử dụng để ghi khấu hao tài sản.
Mẫu ghi chung cho khấu hao 
- Chi phí khấu hao: xây dựng... ghi nợ = $ 150, dưới chi phí trong thu nhập giữ lại
- Khấu hao lũy kế: xây dựng... tín dụng = $ 150, theo tài sản

Định giá bảng cân đối kế toán cho một tài sản là cơ sở chi phí của tài sản trừ đi khấu hao lũy kế. Các giao dịch kế toán tương tự được sử dụng để ghi lại khấu hao và cạn kiệt.
"Chiết khấu trên các ghi chú phải trả" là một tài khoản chống nợ làm giảm việc định giá bảng cân đối kế toán của khoản nợ.
Khi một công ty bán (phát hành) trái phiếu, khoản nợ này là một khoản nợ dài hạn trên bảng cân đối kế toán của công ty, được ghi trong tài khoản Trái phiếu phải trả dựa trên số tiền trong hợp đồng. Sau khi trái phiếu được bán, giá trị sổ sách của Trái phiếu phải trả được tăng hoặc giảm để phản ánh số tiền thực tế nhận được trong thanh toán cho trái phiếu. Nếu trái phiếu bán với giá thấp hơn mệnh giá, tài khoản contra Chiết khấu trên trái phiếu phải trả sẽ bị ghi nợ vì chênh lệch giữa lượng tiền mặt nhận được và mệnh giá của trái phiếu.

## Giá trị tài sản ròng
Tại Vương quốc Anh, thuật ngữ giá trị tài sản ròng có thể đề cập đến giá trị sổ sách.
Quỹ tương hỗ là một thực thể chủ yếu sở hữu "tài sản tài chính" hoặc tài sản vốn như trái phiếu, cổ phiếu và giấy thương mại. Giá trị tài sản ròng của một quỹ tương hỗ là giá trị thị trường của tài sản thuộc sở hữu của quỹ trừ đi các khoản nợ của quỹ. Điều này tương tự như vốn chủ sở hữu của cổ đông, ngoại trừ việc định giá tài sản dựa trên thị trường thay vì dựa trên chi phí mua lại. Trong báo cáo tin tức tài chính, giá trị tài sản ròng được báo cáo của một quỹ tương hỗ là giá trị tài sản ròng của một cổ phiếu trong quỹ. Trong hồ sơ kế toán của quỹ tương hỗ, tài sản tài chính được ghi nhận theo giá mua. Khi tài sản được bán, quỹ ghi nhận lãi hoặc lỗ vốn.   
Tài sản tài chính bao gồm cổ phiếu và trái phiếu thuộc sở hữu của một cá nhân hoặc công ty. Chúng có thể được báo cáo trên bảng cân đối cá nhân hoặc công ty theo giá gốc hoặc theo giá trị thị trường.

## Giá trị sổ sách doanh nghiệp
Giá trị sổ sách của công ty hoặc tập đoàn, như một tài sản được nắm giữ bởi một thực thể kinh tế riêng biệt, là vốn chủ sở hữu của công ty hoặc tập đoàn, chi phí mua lại cổ phần hoặc giá trị thị trường của cổ phiếu thuộc sở hữu kinh tế riêng biệt.
Giá trị sổ sách của một tập đoàn được sử dụng trong phân tích tài chính cơ bản để giúp xác định xem giá trị thị trường của cổ phiếu công ty cao hơn hay thấp hơn giá trị sổ sách của cổ phiếu công ty. Cả giá trị thị trường và giá trị sổ sách đều không phải là ước tính không thiên vị về giá trị của một tập đoàn. Sổ sách kế toán hoặc hồ sơ kế toán của công ty thường không phản ánh giá trị thị trường của tài sản và nợ phải trả, và thị trường hoặc giá trị thương mại của cổ phiếu của công ty có thể thay đổi.

## Vốn chủ sở hữu chung
Một biến thể của giá trị sổ sách, vốn chủ sở hữu chung hữu hình, gần đây đã được Chính phủ Liên bang Hoa Kỳ sử dụng để định giá các ngân hàng gặp khó khăn. Vốn chủ sở hữu chung hữu hình được tính bằng tổng giá trị sổ sách trừ đi tài sản vô hình, thiện chí và vốn chủ sở hữu, và do đó có thể được coi là định giá bảo thủ nhất của một công ty và giá trị xấp xỉ tốt nhất của nó nên bị buộc phải thanh lý.
Vì vốn chủ sở hữu chung trừ đi vốn chủ sở hữu từ giá trị sổ sách hữu hình, nên công việc tốt hơn là ước tính giá trị của công ty đối với người nắm giữ cổ phiếu phổ thông cụ thể so với tính toán tiêu chuẩn của giá trị sổ sách.

## Giá tri sổ sách cổ phiếu
Để phân biệt rõ ràng giá thị trường của cổ phiếu với vốn chủ sở hữu cốt lõi hoặc vốn chủ sở hữu của cổ đông, thuật ngữ 'giá trị sổ sách' thường được sử dụng vì nó tập trung vào các giá trị đã được thêm và trừ trong sổ kế toán của một doanh nghiệp (tài sản - nợ phải trả). Thuật ngữ này cũng được sử dụng để phân biệt giữa giá thị trường của bất kỳ tài sản nào và giá trị kế toán của nó phụ thuộc nhiều hơn vào chi phí và khấu hao trong quá khứ. Nó có thể được sử dụng thay thế cho nhau với giá trị mang. Mặc dù nó có thể được sử dụng để chỉ tổng vốn chủ sở hữu của doanh nghiệp, nhưng nó thường được sử dụng nhất:
- dưới dạng 'trên mỗi giá trị cổ phiếu': Bảng cân đối Giá trị vốn chủ sở hữu được chia cho số lượng cổ phiếu đang lưu hành tại ngày của bảng cân đối kế toán (không phải là o / s trung bình trong kỳ).
- dưới dạng 'pha loãng trên mỗi giá trị cổ phiếu': Vốn chủ sở hữu tăng do giá thực hiện của các quyền chọn, chứng quyền hoặc cổ phiếu ưu đãi. Sau đó, nó được chia cho số lượng cổ phiếu đã được tăng lên bởi những người được thêm vào.

### Công dụng của giá trị sổ sách
1. Giá trị sổ sách được sử dụng trong giá / tỷ lệ tài chính. Đây là một thước đo định giá đặt sàn cho giá cổ phiếu trong trường hợp xấu nhất. Khi một doanh nghiệp được thanh lý, giá trị sổ sách là những gì có thể còn lại cho các chủ sở hữu sau khi tất cả các khoản nợ được thanh toán. Chỉ trả một giá / giá sổ sách = 1 có nghĩa là nhà đầu tư sẽ lấy lại toàn bộ khoản đầu tư của mình, giả sử tài sản có thể được bán lại theo giá trị sổ sách của họ. Cổ phiếu của các ngành công nghiệp thâm dụng vốn giao dịch với tỷ lệ giá / sổ sách thấp hơn vì chúng tạo ra thu nhập trên mỗi đô la tài sản thấp hơn. Kinh doanh tùy thuộc vào vốn nhân lực sẽ tạo ra thu nhập trên mỗi đô la tài sản cao hơn, do đó sẽ giao dịch với tỷ lệ giá / sổ sách cao hơn.
2. Giá trị sổ sách trên mỗi cổ phiếu có thể được sử dụng để tạo ra thước đo thu nhập toàn diện, khi các giá trị mở và đóng được đối chiếu. BookValuePerShare, đầu năm - Cổ tức + ShareIssuePremium + EPS toàn diện = BookValuePerShare, cuối năm.[19]

### Thay đổi được gây ra bởi
1. Việc bán cổ phần / đơn vị của doanh nghiệp làm tăng tổng giá trị sổ sách. Sách / sh sẽ tăng nếu cổ phiếu phát hành thêm được phát hành với giá cao hơn so với sách / sh trước đó.
2. Việc doanh nghiệp mua cổ phiếu của chính mình sẽ làm giảm tổng giá trị sổ sách. Sách / cổ phiếu sẽ giảm nếu được trả nhiều hơn cho họ so với nhận được khi phát hành ban đầu (sách / sh tồn tại trước đó).
3. Cổ tức được chi trả sẽ làm giảm giá trị sổ sách và sổ / sh.
4. Thu nhập / thua lỗ toàn diện sẽ tăng / giảm giá trị sổ sách và sổ / sh. Thu nhập toàn diện, trong trường hợp này, bao gồm thu nhập ròng từ Báo cáo thu nhập, thay đổi dịch thuật ngoại hối sang các mục Bảng cân đối kế toán, thay đổi kế toán được áp dụng hồi tố và chi phí cơ hội của các lựa chọn được thực hiện.

### Vấn đề cổ phần mới và pha loãng
Vấn đề nhiều cổ phiếu không nhất thiết làm giảm giá trị của chủ sở hữu hiện tại. Mặc dù đúng là khi số lượng cổ phiếu tăng gấp đôi, EPS sẽ bị cắt làm đôi, thì quá đơn giản để trở thành câu chuyện đầy đủ. Tất cả phụ thuộc vào số tiền đã được trả cho các cổ phiếu mới và số tiền lãi mới kiếm được khi đầu tư. Xem các cuộc thảo luận tại pha loãng chứng khoán.

### Giá trị sổ sách của tài sản dài hạn
Giá trị sổ sách thường được sử dụng thay thế cho nhau với "giá trị sổ sách ròng" hoặc "giá trị mang theo", là chi phí mua lại ban đầu ít khấu hao lũy kế, cạn kiệt hoặc khấu hao. Giá trị sổ sách là thuật ngữ có nghĩa là giá trị của công ty theo sổ sách của công ty. Đó là giá trị mà tài sản được định giá trong bảng cân đối kế toán của công ty vào ngày đã cho.